# Loxotephria convergens
Loxotephria convergens är en fjärilsart som beskrevs av W. Warren 1899. Loxotephria convergens ingår i släktet Loxotephria och familjen mätare. Inga underarter finns listade i Catalogue of Life.